# Mihael Rajić
Mihael Rajić (* 8. Oktober 1984 in der SFR Jugoslawien) ist ein ehemaliger österreichisch-kroatischer Fußballspieler.

## Karriere
Rajić begann seine aktive Fußballerkarriere beim USK Piesendorf im Land Salzburg. Später kam der gebürtige Kroate ins BNZ Salzburg. 2002 wurde er in den Kader der SV Austria Salzburg aufgenommen. Im gleichen Jahr kam sein Debüt in der höchsten österreichischen Spielklasse. Nach der Übernahme des Vereins durch den Getränkehersteller Red Bull wurde Rajić in den Kader der zweiten Mannschaft des FC Red Bull Salzburg zurückversetzt.
2005 wechselte er nach Vorarlberg zum SC Austria Lustenau in die zweithöchste österreichische Spielklasse. Im Juni 2008 unterschrieb er beim österreichischen Bundesligisten SCR Altach. Im Jänner 2009 wechselt er in die zweithöchste österreichische Spielklasse zum 1. FC Vöcklabruck. Im Sommer 2009 wurde er von der SV Ried in Oberösterreich verpflichtet, wo er es jedoch nur auf vier Bundesligaeinsätze brachte. Nachdem sein Vertrag nicht verlängert worden war, wechselte er im Sommer 2010 zum FC Pasching in die drittklassige Regionalliga Mitte. Nachdem er ab Sommer 2011 vereinslos war, wechselte er im Jänner 2012 zum SV Austria Salzburg. Im Sommer 2014 verließ er den Verein, war abermals ein halbes Jahr ohne Verein und schloss sich im Jänner 2015 dem SV Bürmoos an. Diesem gehörte er bis zum Jahr 2019 an, ehe er seine Karriere als Aktiver beendete.